# Аракелян Самвел Вашикторович
Самвел Вашикторович Аракелян (нар. 16 вересня 1965) — радянський та вірменський футболіст, півзахисник та нападник. Один з перших легіонерів харківського «Металіста».

## Життєпис
Футбольну кар'єру розпочав у 1983 році в складі «Спартак» (Октембрян), який на той час виступав у Другій лізі радянського чемпіонату. У команді зіграв 26 матчів та відзначився 2-ма голами. Про його кар'єру з 1984 по 1986 рік дані відсутні. З 1987 року знову виступав в октембрянському «Спартаку», який у 1990 році змінив свою назву на «Аракс».
У 1991 році підсилив першоліговий «Котайк». Дебютував у футболці абовянського клубу 8 квітня 1991 року в нічийному (0:0) домашньому поєдинку 2-го туру Першої ліги проти сухумського «Динамо». Самвел вийшов на поле на 50-й хвилині, замінивши Еміля Месропяна. Наступного року став учасником першого розіграшу незалежного чемпіонату Вірменії серед клубів Вищої ліги. В 1993 році виїхав до України, де підписав контракт з вищоліговим харківським «Металістом». Дебютував у футболці харківського клубу в нічийному (1:1) домашньому поєдинку 1-го туру Вищої ліги проти дніпропетровського «Дніпра». Аракелян вийшов на поле на 58-й хвилині, замінивши Еріка Ашурбекова. Закріпитися в «Металісті» не зумів, у чемпіонаті України провів 3 поєдинки.
У 1994 році повернувся до Вірменії, де завершив кар'єру футболіста в футболці «Котайка».